# Styloctetor tuvinensis
Espèce
Styloctetor tuvinensis est une espèce d'araignées aranéomorphes de la famille des Linyphiidae.

## Distribution
Cette espèce est endémique du Touva en Russie,.

## Description
Le mâle holotype mesure 1,58 mm.

## Étymologie
Son nom d'espèce, composé de tuvin et du suffixe latin -ensis, « qui vit dans, qui habite », lui a été donné en référence au lieu de sa découverte, le Touva.

## Publication originale
- Marusik & Tanasevitch, 1998 : Notes on the spider genus Styloctetor Simon, 1884 and some related genera, with description of two new species from Siberia (Aranei: Linyphiidae). Arthropoda Selecta, vol. 7, no , p. 153-159 (texte intégral).